# Kościół ewangelicki w Mieszkowicach
Kościół ewangelicki w Mieszkowicach – kościół ewangelicki w Mieszkowicach w powiecie prudnickim istniejący w latach 1910–1968.

## Historia
W 1902 Mieszkowice, w dużej mierze zamieszkałe przez ewangelików, zostały ustanowione samodzielną parafią. Jej pierwszym pastorem został w 1906 Stephan Traugott. Wtedy to również podjęto decyzję o budowie we wsi kościoła ewangelickiego. 21 maja 1908 wmurowano kamień węgielny, a 5 stycznia 1910 zakończono budowę i poświęcono kościół. Został on zbudowany w stylu neogotyckim, z kamienia i klinkierowej cegły. Koszt budowy wyniósł ponad 40 tysięcy marek.
Parafia w Mieszkowicach obejmowała swoim zasięgiem również Rudziczkę, Włókna, Piorunkowice, Ścinawę Małą, Gryżów i Lipową. Służyło w niej trzech pastorów: Stephan Traugott (1906–1936), Herman Bauch (1937–1943) oraz Hermann Pawelke (1943–1945). Ewangelicy posiadali również własny cmentarz oraz szkołę, w której pracowało dwóch nauczycieli. Koło kościoła znajdowała się pastorówka.
W okresie działań wojennych w rejonie Prudnika w marcu 1945 świątynia została uszkodzona ogniem karabinowym i artyleryjskim. Uszkodzenia naprawiono tylko prowizorycznie. Mieszkańcy i księża podjęli próbę przejęcia świątyni na potrzeby kościoła katolickiego. Zwrócono się do seniora kościoła ewangelickiego w Bytomiu, by zgodził się na dzierżawę obiektu za umówioną opłatą na okres co najmniej 20 lat. Władze ewangelickie nie wyraziły zgody na przejęcie kościoła w Mieszkowicach przez katolików.
Opuszczony kościół niszczał, władze państwowe przeznaczyły go do rozbiórki tłumacząc decyzję zagrożeniem zawalenia się wieży na ulicę, przy której się znajdował. Rozbiórkę przeprowadzono w latach 1964–1968. Na miejscu kościoła postawiono oryginalny krzyż z jego wieży. Jego dzwony trafiły do kościoła św. Michała Archanioła w Szybowicach, kościoła Matki Boskiej Częstochowskiej w Łące Prudnickiej, trzeci pozostał w kościele św. Jerzego w Mieszkowicach.